# 天児慧
天児 慧（あまこ さとし、1947年7月17日 - ）は、日本の政治学者。早稲田大学名誉教授、第16代アジア政経学会理事長。日本国際フォーラム政策委員も務める。1999年から2001年までアジア政経学会理事長を務めた。

## 略歴
出生から修学期
1947年、岡山県で生まれた。早稲田大学教育学部で学び、1971年に卒業。東京都立大学大学院法学研究科に進み、1974年に修士課程を修了。一橋大学大学院社会学研究科博士課程に進学し、指導教官は西順蔵。1981年に博士課程を満期退学。
中国近現代史研究者として
1982年、琉球大学助教授に就いた。1986年、学位論文『中国革命と基層幹部：内戦期の政治動態』を一橋大学に提出し、社会学博士号を取得。1986年から1988年まで外務省嘱託専門調査員を兼任。1990年、共立女子大学国際文化学部助教授となり、1993年に同教授昇格。1994年、青山学院大学国際政治経済学部教授となった。1999年、アメリカン大学客員教授。
2001年、早稲田大学大学院アジア太平洋研究科教授に転じた。2006年から2008年まで同研究科長兼アジア太平洋研究センター所長。2007年から早稲田大学グローバルCOEプログラム「アジア地域統合のための世界的人材育成拠点（GIARI）」拠点リーダー。2010年、オーストラリア国立大学アジア太平洋学部の客員教授。同年、人間文化機構現代中国地域研究幹事拠点拠点幹事長（早稲田大学アジア研究機構現代中国研究所所長）。2016年より東京大学大学院総合文化研究科客員教授。2018年に早稲田大学を定年退任し、名誉教授となった。
学界では、1999年から2001年までアジア政経学会理事長を務めた。

## 受賞・栄典
- 1989年：第1回アジア・太平洋賞特別賞を受賞。

## 研究内容・業績
専門は中国近現代史で、中国政治、現代中国論、現代アジア論、東アジア国際関係論に関する著作がある。

### 発言
日台関係について
- 日台関係について、「重要なのは、中台関係の枠組みをよりよいものにしていくことに、日本がどれだけ貢献できるかにある。日本が両岸の不戦協定のようなものを積極的に提唱していくことは可能だ」と述べている[8]。

日中関係について
- 日中両共産党の関係正常化について、日本側にとっては、日米関係とともに日本外交の車の両輪である日中関係に、新たに共産党という要素が加わったことを意味する。中国側は、日中関係重視という路線の下、今回の関係正常化を相当意識的、戦略的に進めており、自民党や社民党といった従来の相手に加えて、共産党というもう一つのカードを持つことで、選択の幅を広げたことになる[9]
- 対中円借款について、円借款は日中関係発展プロセスの重要な柱。日中共同宣言に「中国側は日本が行ってきた経済協力に感謝の意を表明」との文言が入ったのは、中国も客観的に円借款を評価する姿勢に変わったからだろう。[10]
- 歴史認識について、まず、明治維新以来のアジアへのかかわりが「すべて侵略的」「アジアを犠牲にした」というのは言い過ぎで、真摯にアジアとの連帯を求めた多くの人々もいたということである。もう一つは、少なくとも日韓併合以降第二次大戦終結までは、日本側の動機や原因は別としても、結果的に「侵略」と言わざるを得ず、アジアの国と人々に多大な損害と迷惑をかけたということだ。この点に関しては、日本人として謙虚に主体的に認識すべきである。[11]

## 家族・親族
- 姉：天児直美は俳人[12]。

## 著書

### 単著
- 『現代中国政治変動序説』アジア政経学会 1984
- 『中国革命と基層幹部：内戦期の政治動態』研文出版 1984
- 『中国改革最前線：鄧小平政治のゆくえ』岩波新書 1988
- 『彷徨する中国』朝日新聞社 1989
- 『中国近代化の調査記録』研文出版 1990
- 『中国：溶変する社会主義大国』東京大学出版会 1992
- 『歴史としての鄧小平時代』東方書店 1992
- 『日本の国際主義：20世紀史への問い』国際書院 1995
- 『鄧小平：「富強中国」への模索』岩波書店 1996
- 『現代中国：移行期の政治社会』東京大学出版会 1998
- 『中華人民共和国史』岩波新書 1999
- 『等身大の中国』勁草書房 2003
  - オンデマンド版 2018年
- 『中国とどう付き合うか』日本放送出版協会 2003年）
- 『巨龍の胎動：毛沢東vs鄧小平』(中国の歴史 11) 講談社 2004
  - 文庫化 講談社学術文庫 2021年
- 『中国・アジア・日本：大国化する「巨竜」は脅威か』ちくま新書 2006
- 『日本再生の戦略』講談社現代新書 2009
- 『アジア連合への道 理論と人材育成の構想』筑摩書房 2010
- 『日中対立：習近平の中国をよむ』ちくま新書 2013
- 『中華人民共和国史　新版』岩波新書 2013
- 『「中国共産党」論 習近平の野望と民主化のシナリオ』NHK出版新書 2015
- 『中国政治の社会態制』岩波書店 2018
- 『中国のロジックと欧米思考』青灯社 2021

### 共著・中国語出版
- 『中国大陸をゆく：近代化の素顔』加藤千洋共著、岩波新書 1990
- 『日本人眼里中国[13]』中国社会科学文献出版社 2006
- 『激動！中国の「現在（いま）」がわかる本』監修、PHP文庫 2010
- 『当代日本中国研究 第4輯 歴史・社会』編、社会科学文献出版社 2015

### 編著
- 『20世紀の中国』東京大学出版会 1996
- 『中国の21世紀』東洋経済新報社 1997
- 『中国は脅威か』勁草書房 1997
- 『アジアの21世紀：歴史的転換の位相』紀伊國屋書店 1998
- 『政治：中央と地方の構図』(現代中国の構造変動 4) 東京大学出版会 2000
- 『アジア地域統合講座 アジアの非伝統的安全保障』勁草書房 2011
- 『日中「歴史の変わり目」を展望する 日中関係再考』勁草書房 2013
- 『習近平が変えた中国』小学館 2018

#### 共編著
- 『岩波現代中国事典』石原享一・朱建栄・辻康吾・菱田雅晴・村田雄二郎共編、岩波書店 1999
- 『アクセス国際関係論』押村高・河野勝共著、日本経済評論社 2000
- 『深層の中国社会：農村と地方の構造的変動』菱田雅晴共著、勁草書房 2000
- 『新たな地域形成』(東アジア共同体の構築 1) 山本武彦共著、岩波書店 2007
- 『中国・台湾』(世界政治叢書 8) 浅野亮共著、ミネルヴァ書房 2008
- 『膨張する中国の対外関係：パクス・シニカと周辺国』三船恵美共著、勁草書房 2010
- 『アジア地域統合講座 アジア地域統合学総説と資料』松岡俊二・平川幸子・堀内賢志共著、勁草書房 2013
- 『東アジア和解への道 歴史問題から地域安全保障へ』李鍾元共著、岩波書店 2016
- 『証言 戦後日中関係秘史』高原明生・菱田雅晴共著、岩波書店 2020

### 訳書
- 『ニュー・エンペラー：毛沢東と鄧小平の中国』ハリソン・ソールズベリー（英語版）著、福武書店 1993
  - 文庫化 福武文庫 1995
- 『中国外交の新思考』王逸舟著、東京大学出版会 2007